# Hans Swarowsky

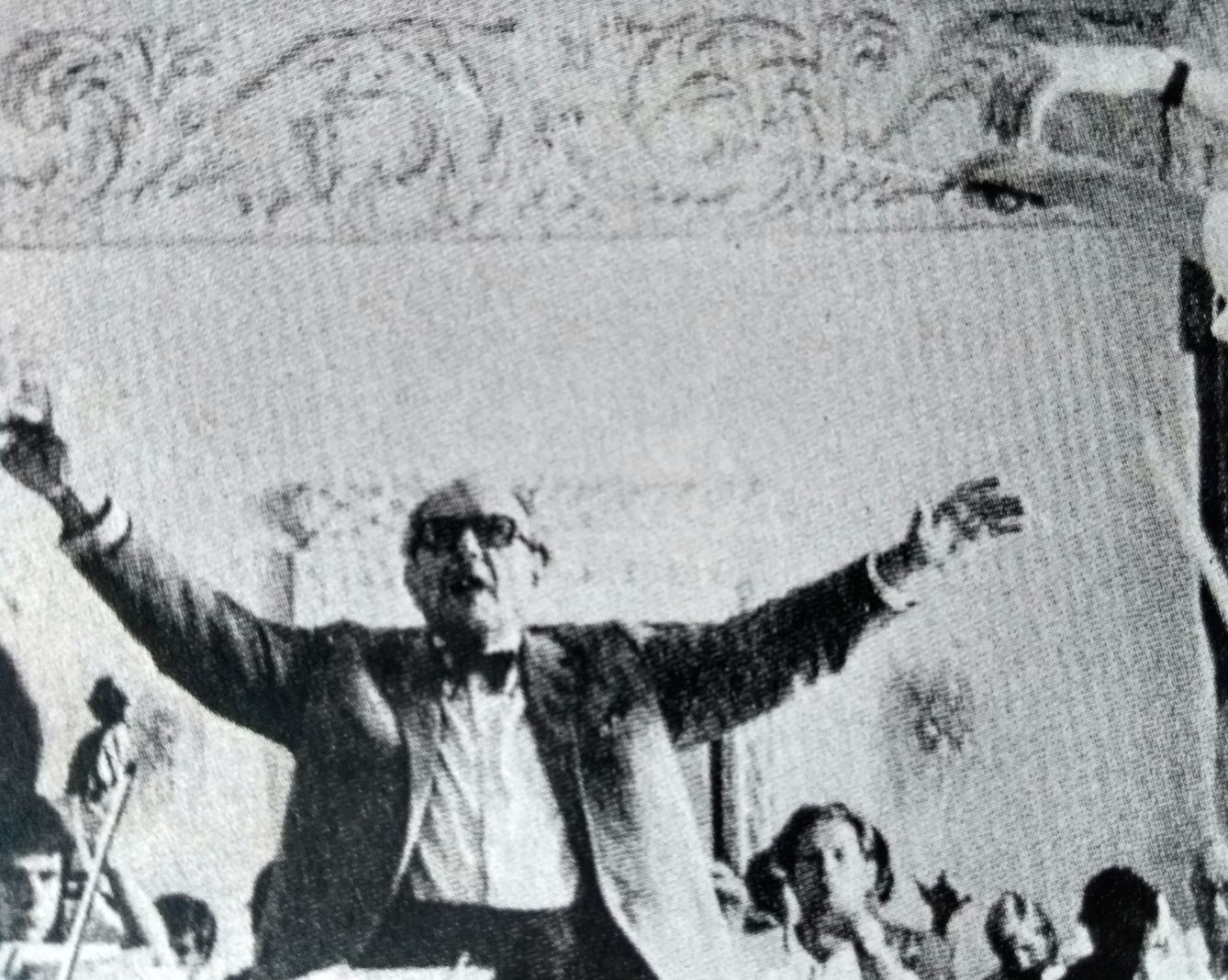
Hans Swarowsky (Mitte) lehrt in Ossiach (1972)

Hans Swarowsky (* 16. September 1899 in Budapest; † 10. September 1975 in Salzburg) war ein österreichischer Dirigent und ab 1946 Professor für Dirigieren an der Universität für Musik und darstellende Kunst Wien.

## Leben

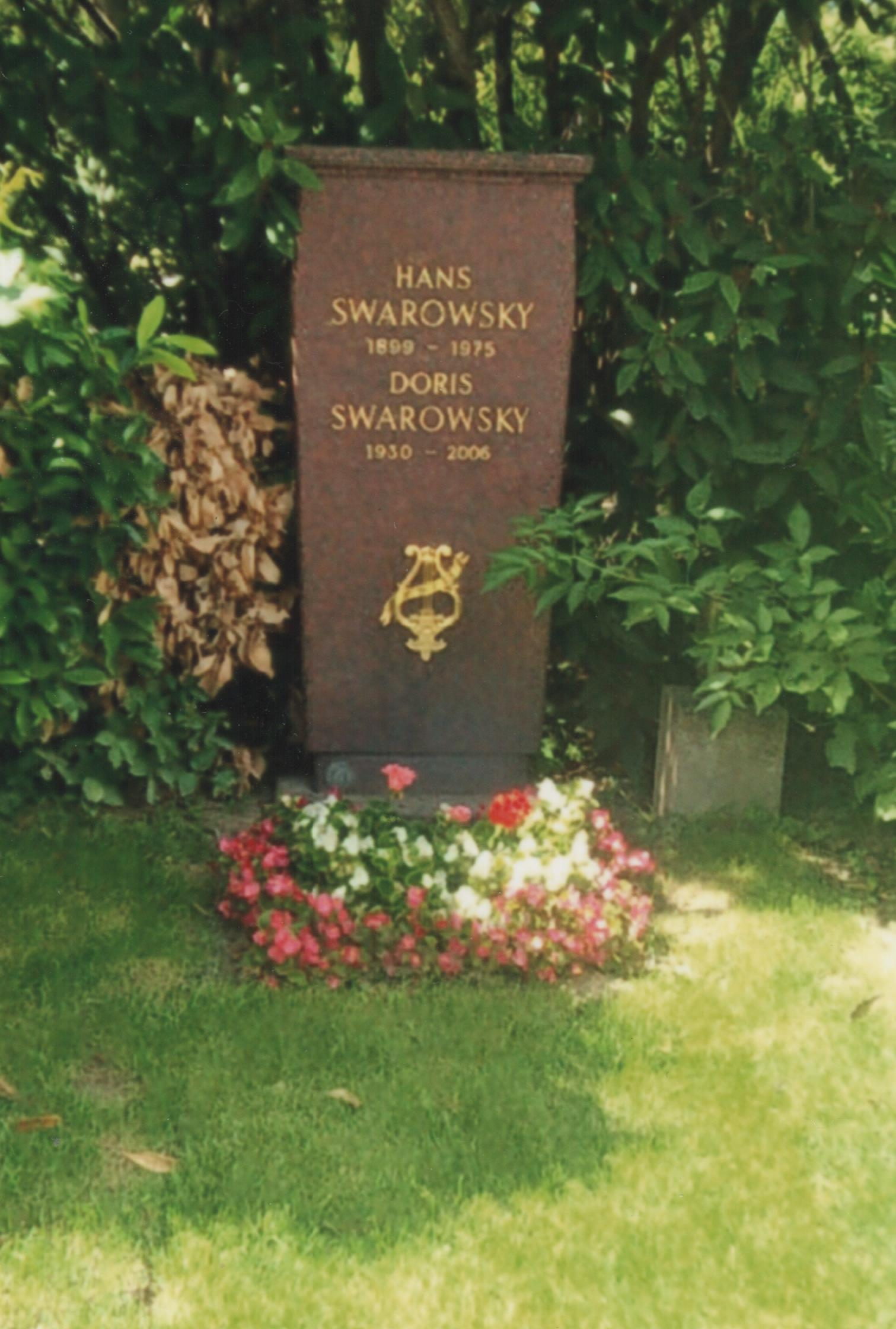
Grabstätte von Hans Swarowsky

Hans Swarowsky, Sohn eines Wiener Großindustriellen, studierte zunächst an der Wiener Universität Kunstgeschichte und Philosophie. Ab dem Jahr 1920 nahm er bei Arnold Schönberg und anschließend bei Anton Webern Unterricht in Musiktheorie und Dirigieren. Nach einer Tätigkeit als Korrepetitor wirkte er als Kapellmeister an der Wiener Volksoper und danach am Stuttgarter Opernhaus. Anschließend war er Erster Kapellmeister und Opernspielleiter am Reußischen Theater in Gera, bevor er im Jahr 1934 als Kapellmeister an die Hamburgische Staatsoper und 1935 an die Berliner Staatsoper verpflichtet wurde.
Nach einem angeblichen Berufsverbot 1936 war Swarowsky in den Jahren von 1937 bis 1940 am Zürcher Opernhaus tätig, bevor er ins nationalsozialistische Deutsche Reich zurückkehrte. Auf Einladung von Richard Strauss und Clemens Krauss arbeitete Swarowsky am Libretto der Oper Capriccio mit (die deutsche Textfassung des Ronsard-Sonetts Kein Andres, das mir so im Herzen loht stammt von ihm). Daneben übertrug er zahlreiche ältere Opernlibretti von Opern Verdis, Glucks, Haydns und Monteverdis ins Deutsche.
Von 1940 bis 1944 wirkte er als Dramaturg bei den Salzburger Festspielen mit. Von 1944 bis zu seinem letzten Konzert am 9. Januar 1945 war er im besetzten Polen Chefdirigent des Philharmonischen Orchesters des Generalgouvernements in Krakau und leitete dort u. a. die Uraufführung von Pfitzners Komposition Krakauer Begrüßung, die Hans Frank gewidmet war. Swarowsky, von Joseph Goebbels als „Polenfreund“ angefeindet, nutzte das ihm von dem Musikliebhaber Frank entgegengebrachte Vertrauen und seine Position als Chefdirigent, um zahlreiche polnische und jüdische Bürger gegenüber der Gestapo zu schützen.
Nach dem Ende des Zweiten Weltkriegs stand Swarowsky, der zu diesem Zeitpunkt in Stuttgart war, kurzfristig auf der „Grauen Liste“ der US-Militärregierung. Von 1946 bis 1947 war er Chefdirigent der Wiener Symphoniker, 1947 bis 1950 Direktor der Grazer Oper. In der Folge widmete er sich vor allem seiner Lehrtätigkeit, hat aber daneben an der Wiener Staatsoper bis kurz vor seinem Tod über 180 Vorstellungen dirigiert.
Viele der bekanntesten Dirigenten und Musiker entstammen seiner Schule, so etwa Claudio Abbado, Zubin Mehta, Mariss Jansons, Alexis Hauser, Paul Angerer, Johan M. Arnell, Rudolf Bibl, Peter Burwik, Miltiades Caridis, Gabriel Chmura, Jesús López Cobos, Alexander Alexejew, Yoram David, Jacques Delacôte, Jörg Demus, Adam und Iván Fischer, Constantin Floros, Helmuth Froschauer, Wolfgang Gabriel, James Allen Gähres, Theodor Guschlbauer, Christoph Haas, Raimund Hug, Manfred Huss, Dimitri Kitajenko, Augustin Kubizek, Uroš Lajovic, Gustav Leonhardt, Anestis Logothetis, Miguel Gómez Martínez, Erwin Ortner, Roberto Paternostro, Michael Radulescu, Heinrich Schiff, Peter Schneider, Giuseppe Sinopoli, Karl Sollak, Stefan Soltesz, Günther Theuring, Erich Urbanner, Mario Venzago, Bruno Weil und Hans Zanotelli.
Wiederholt war er Juror bei der Dimitri Mitropoulos International Music Competition in New York.
Ein Schüler Swarowskys, Alfred Scholz, hat als Produzent zahlreiche Tonaufnahmen mit einem von ihm Süddeutsche Philharmonie genannten Orchester unter verschiedensten Dirigenten-Pseudonymen veröffentlicht, darunter häufig Hans Swarowsky. Vermutlich wurde kaum eine dieser Aufnahmen tatsächlich von Swarowsky dirigiert.
Aufsätze und Vorlesungen Swarowskys sind 1979 in der Sammlung Wahrung der Gestalt erschienen. Dort entwickelt Swarowsky seine von ihm so bezeichnete „Taktgruppenanalyse“, die er als Voraussetzung für eine musikalische Interpretation betrachtete.
Sein Ehrengrab befindet sich auf dem Wiener Zentralfriedhof (Gruppe 32 C, Nummer 40).

## Auszeichnungen
- 1965: Große Ehrenplakette des Österreichischen Rundfunks
- 1968: Mozart-Medaille durch die Mozartgemeinde Wien[14]
- 1968: Großes Ehrenzeichen für Verdienste um die Republik Österreich (Ausprägung unbekannt)
- 1974: Ehrenring der Stadt Wien[15]
- 1974: Österreichisches Ehrenzeichen für Wissenschaft und Kunst
- 1974: Goldmedaille der Internationalen Gustav Mahler Gesellschaft Wien[16]

## Schriften
- Wahrung der Gestalt. Schriften über Werk und Wiedergabe, Stil und Interpretation in der Musik. Hrsg. und red. von Manfred Huss. Universal-Edition, Wien 1979, ISBN 3-7024-0138-5.